# The Sandpit Generals
Pour plus de détails, voir Fiche technique et Distribution.
The Sandpit Generals est un film américain réalisé par Hall Bartlett, sorti en 1971. Il s'agit d'une adaptation cinématographique du roman brésilien Capitães da Areia, écrit par Jorge Amado en 1937.
Le film, parfois considéré comme inspiré du réalisme socialiste, n'a pas eu beaucoup de succès aux États-Unis. Il a été projeté au festival de Moscou 1971 et a ensuite été commercialisé dans les salles soviétiques où il fait quelque 43,2 millions d'entrées, le rendant l'un des films américains les plus performants au box-office soviétique.

## Synopsis
L'évolution d'une bande de jeunes délinquants sans domicile fixe qui luttent pour leur survie dans les bidonvilles brésiliens.

## Fiche technique
Sauf indication contraire, les informations mentionnées dans cette section peuvent être confirmées par la base de données cinématographiques IMDb,  présente dans la section « Liens externes ».
- Titre original : The Sandpit Generals, The Defiant ou The Wild Pack
- Réalisateur : Hall Bartlett
- Scénario : Hall Bartlett d'après le roman Capitães da Areia de Jorge Amado
- Photographie : Ricardo Aronovitch
- Montage : Marshall M. Borden
- Producteur : Hall Bartlett
- Pays de production :  États-Unis
- Langue de tournage : anglais américain
- Format : Couleurs - 2,35:1 - Son mono - 35 mm
- Durée : 102 minutes (1h42)
- Genre : Drame d'action
- Dates de sortie :
  - Union soviétique : juillet 1971 (Festival de Moscou 1971)
  - États-Unis : août 1972
  - Suède : 17 mai 1976

## Distribution
- Juarez Santalvo
- Freddie Gedeon : Almiro
- Ademir da Silva : Big John
- Guilherme Lamounier : The Cat
- Eliana Pittman : Dalvah
- Dorival Caymmi : John Adam
- Peter Nielsen : Lollipop
- Mark De Vries : Dry Turn
- Butch Patrick : No Legs
- John Rubinstein : Professor
- Tisha Sterling : Dora
- Kent Lane : Bullet